# 客観的精神
客観的精神（きゃっかんてきせいしん）とは哲学用語の一つ。これはゲオルク・ヴィルヘルム・フリードリヒ・ヘーゲルによって提唱された概念であり、主観的精神と絶対的精神の中間に存在する精神とされた。この段階というものは人間の精神の成長の過程にあり、自由となった精神が外的には法律として表れ、内的には道徳として表れ、これらが統一されることで人倫となるということであった。